# Bathyaulax artoi
Bathyaulax artoi (лат.) — вид паразитических наездников рода Bathyaulax из семейства Braconidae. Назван в честь Arto Holappa.

## Распространение
Встречается в Африке (ДРК).

## Описание
Бракониды среднего размера, длина тела около 2 см (тело 18 мм, переднее крыло 14 мм). Усики тонкие, нитевидные (из более чем 74 флагелломеров). От близких родов отличается следующими признаками: усики и голова сверху полностью чёрная, 2-й тергит посередине жёлтый, а в остальном чёрный, 3-8-й тергиты чёрные. Скульптура на латеро-задних областях тергитов кожисто-пустулированная. Основная окраска оранжево-жёлтая, кроме чёрных вершин мандибул, дорсальной стороны головы и висков, затылка, заднебоковой части второго тергит метасомы, третий-шестой тергиты. Апикальный край шестого и седьмого тергитов беловато-жёлтый. Предположительно, как и близкие виды, паразитоиды личинок древесных жуков. Вид был впервые описан в 2007 году энтомологами Austin Kaartinen (University of Helsinki, Финляндия) и Donald Quicke (Chulalongkorn University, Бангкок, Таиланд).